# Mauvaises nouvelles des étoiles
Mauvaises nouvelles des étoiles è un album discografico in studio del cantautore francese Serge Gainsbourg, pubblicato nel 1981.

## Tracce
Testo e musica di Serge Gainsbourg (tutte le tracce).
1. Overseas telegram - 3:36
2. Ecce homo - 3:20
3. Mickey maousse - 2:32
4. Juif et Dieu - 3:13
5. Shush shush Charlotte - 2:46
6. Toi mourir - 2:05
7. La nostalgie camarade - 3:23
8. Bana basadi balalo - 3:03
9. Evguénie Sokolov - 2:53
10. Negusa nagast - 3:05
11. Strike - 2:59
12. Bad news from the stars - 1:26

## Formazione
- Serge Gainsbourg - voce, autore, arrangiamenti
- I Threes (Marcia Griffiths, Rita Marley, Judy Mowatt) - voce
- Robbie Shakespeare - basso
- Sly Dunbar - batteria
- Mikey Chung - chitarra, piano
- Radcliffe "Dougie" Bryan - chitarra
- Ansel Collins - organo, piano
- Uziah "Sticky" Thompson - percussioni